# Glossanodon nazca
Glossanodon nazca är en fiskart som beskrevs av Nikolai V. Parin och Shcherbachev 1982. Glossanodon nazca ingår i släktet Glossanodon och familjen guldlaxfiskar. Inga underarter finns listade i Catalogue of Life.